# Orlando Barone
Orlando Barone (La Boca, Buenos Aires, 5 de octubre de 1941) es periodista y escritor. Tiene una trayectoria de más de cincuenta años en los medios de comunicación, especialmente en la prensa escrita. Obtuvo el premio literario La Nación en el género ficción; fue finalista del Premio Plaza y Janés, en España. Es autor del libro Diálogo Borges-Sabato.

## Biografía
Orlando Barone comenzó como redactor de la revista Mercado en 1969, donde estuvo hasta 1972. También fue redactor especial de la Revista Crisis, en la etapa fundadora. 
En el año 1973 publicó su primer libro de cuentos Debajo del ombligo, editorial Schapire, que recibió el premio Fondo Nacional de las Artes para autores noveles. A fines de 1974, Barone reunió a Jorge Luis Borges (1899–1986) y a Ernesto Sabato (1911–2011), la única oportunidad en que ambos escritores aceptaron publicar sus conversaciones. Esas conversaciones fueron publicadas por primera vez en 1976 en Diálogos Borges-Sabato, editado por Emecé. En poco tiempo agotó la primera edición y dos ediciones continuas. En el 2007 fue reeditado.
En 1976 escribió otro libro de cuentos que lleva el nombre de Los lugares secretos.
Entre 1972 y 1977 fue colaborador especial del suplemento cultural de Clarín y desde 1981 a 1985 fue redactor especial de la revista Clarín dominical. 
Entre 1982 y 1984 escribió para la revista Siete Días y para la agencia DYN. En esa época también fue columnista del diario La Razón, dirigido por Jacobo Timerman (1923–1999)., donde destacaban sus contratapas. 
En 1987 fue designado como secretario de redacción de la revista Expreso. Tres años después asumió como director del diario El Cronista y del diario Extra. En 1991 editó su primera novela, La locomotora de fuego., que quedó entre los tres finalistas de los premios Premio Plaza y Janés, de España.
En los años noventa, Barone trabajó para el diario Ámbito Financiero y fue colaborador de la agencia Télam y de las revistas 3 Puntos y Noticias, y en la radio Señal Intereconómica (luego llamada Radio Intereconomía), entre otras. En 1999 publicó un libro de poemas junto al prestigioso diseñador Raúl Shakespear, La boca del Riachuelo, en editorial La Isla.
Hasta su renuncia en 2008, se destacaba su columna Puerto Libre, publicada en La Nación durante más de diez años. Muchos de esos textos integran su libro Argentina, primer mundo, editado por el Fondo de Cultura Económica. Otro de sus libros de crónicas es Imperdonables, que reúne textos de distintas épocas de su producción.
En radio Continental creó un microprograma bajo el nombre de Carta abierta. El nombre hacía referencia a la famosa Carta abierta de un escritor a la Junta Militar, escrita por el reconocido escritor e intelectual argentino Rodolfo Walsh (1927–1977), que fue asesinado por la Junta Militar días después de publicarla. El programa recibió el premio Argentores. Luego continuó con esta columna acompañando al periodista uruguayo Víctor Hugo Morales en su programa de radio La Mañana, en radio Continental. Finalmente Barone dejó ese lugar el 18 de febrero de 2009 para pasar a Radio del Plata, donde se desempeñó hasta fines de 2010.

Hoy digo adiós a Continental, adiós a La Mañana y a Víctor Hugo Morales. Y a cada uno de mis colegas del programa, a los cuales nombro sin nombrarlos.

En 2009 se unió al programa televisivo 6, 7, 8 —junto con Sandra Russo, Carla Czudnowsky, Nora Veiras, Luciano Galende, Carlos Barragán y Eduardo Cabito Massa Alcántara— donde se realizaba una mirada crítica al tratamiento de las noticias por parte de los medios de comunicación y al accionar de la oposición. En 2011 tuvo un encendido debate con Beatriz Sarlo, invitada al programa, Barone al comentar el trabajo de Sarlo para Clarín dijo al respecto “A veces, trabajar en un canal oficial como éste permite algún tipo de concesión. Uno se siente más aliviado cuando en el lugar donde trabaja no hay que ocultar crímenes de lesa humanidad, no hay que pactar con sospechados de crímenes de lesa humanidad. La pregunta es se puede trabajar...” Sarlo respondió la frase «Conmigo no, Barone"Conmigo no, Barone, conmigo no. Vos trabajaste en Extra, trabajaste en La Nación, aguantaste hasta donde pudiste »
En 2010 publicó el libro Solo ficciones, de Editorial Sudamericana.
Barone fue profesor titular en la Facultad de Periodismo de la Universidad de Belgrano y en la Universidad Católica Argentina. También fue director del ISER (Instituto Superior de Enseñanza Radiofónica), cargo en el que permaneció durante un año y medio hasta su renuncia. 
Entre 2005 y 2010 dictó conferencias sobre Medios y sociedad por todo el país para la Secretaría de Cultura de La Nación. 

A pedido de su amigo, el reconocido pintor Pérez Celis (1939-2008), escribió dos leyendas en los murales que el maestro diseñó en la cancha de Boca Juniors, club del que es simpatizante (al igual que Barone):
"A los fundadores/ y a la gente/ y a los artistas/ y los ídolos/ al tango y al fútbol/ que hicieron de la Boca un destino y un mito/".
Ha dicho públicamente: "Si pudiera escoger qué decir en mi lápida, escribiría: La muerte se acordó de mi para que el tiempo me olvide".

## Premios y reconocimientos
- Premio Rodolfo Walsh 2010, que otorga la facultad de Periodismo de la UNLP, al programa televisivo 6,7,8[12]
- Menciones del Consejo de Asesores de los Premios ETER, 2008. El reconocimiento fue entregado por las "Cartas Abiertas" de Orlando Barone[13]

## Libros
- 1972: Debajo del ombligo (cuentos), ediciones Schapire.
- 1976: Los lugares secretos (cuentos), ediciones Macondo.
- 1991: La locomotora de fuego (novela), ediciones El Cronista y Galerna.
- 1997: Diálogos Borges-Sabato, Emecé.
- 1999: La boca del Riachuelo (poemas), editorial La Isla.
- 2000: Argentina primer mundo: crónicas de un puerto libre, Fondo de Cultura Económica.
- 2008: Imperdonables, Editorial Emecé
- 2010: Solo ficciones (cuentos), Sudamericana.
- 2011: K.Letra Bárbara Editorial: Sudamericana

## Premios
- 1972: Premio Fondo de las Artes Narrativa, autores inéditos.
- 1987: Premio literario del diario La Nación, para escritores con obra publicada.
- Finalista del Premio de Novela Plaza y Janés.